# Jüterbog
Jüterbog est une ville allemande située dans le Land de Brandebourg, dans l'arrondissement de Teltow-Fläming. Elle est réputée pour sa vieille ville avec de nombreux monuments historiques.

## Géographie
La ville se trouve sur la rivière Nuthe au nord du Flamain, une région des collines à 70 km au sud-ouest de Berlin. Jüterbog fait partie de l'association des « Villes ayant un cœur historique » (Städte mit historischen Stadtkernen) de la région de Brandebourg.

### Quartiers
En plus du centre-ville, le territoire communal comprend sept localités :
| - Fröhden - Grüna - Kloster Zinna - Markendorf | - Neuheim - Neuhof - Werder |

### Transports
La gare de Jüterbog représente un nœud ferroviaire relié à la Ligne de Berlin à Halle avec des embranchements vers Röderau et Nauen. Elle est desservie par des trains Regional-Express et Regionalbahn.
La Bundesstraße 101 (Luckenwalde–Herzberg (Elster)), la Bundesstraße 102 (Treuenbrietzen–Dahme/Mark) et la Bundesstraße 115 (vers Baruth/Mark) se croisent à l'est de la ville.

## Histoire
| Appartenances historiques Marche de l'Est saxonne 1007–1157 Principauté archiépiscopale de Magdebourg 1157–1635 Électorat de Saxe 1635–1657 Duché de Saxe-Weissenfels 1657–1746 Électorat de Saxe 1746–1806 Royaume de Saxe 1806–1815 Royaume de Prusse (Province de Brandebourg) 1815–1871 Empire allemand 1871–1918 République de Weimar 1918-1933 Reich allemand 1933–1945 Allemagne occupée 1945–1949 République démocratique allemande 1949–1990 Allemagne 1990–présent |

La colonie slave (grad) de Jutriboc est documentée pour la première fois en 1007 par le chroniqueur Dithmar.
Près d'un siècle et demi plus tard, pendant la création de la marche de Brandebourg en 1157, l'archevêque Wichmann de Magdebourg a conquis l'établissement qui est resté une exclave orientale en possession de l'archevêché de Magdebourg. Jüterbog a reçu les droits municipaux en 1174 ; le centre d'un domaine qui à ce temps comprenait également l'abbaye de Zinna, Luckenwalde et Trebbin. Bientôt, la ville commença à prendre progressivement de l'importance économique.
À la suite de la réforme protestante au XVIe siècle, la foi luthérienne fut acceptée par une frange importante de la population dans les pays épiscopaux. Pendant la guerre de Trente Ans, par le traité de Prague conclu en 1635, l'archevêché de Magdebourg en cours de dissolution doit céder la ville à l'électorat de Saxe. En 1644, la bataille de Jüterbog est livrée entre les Suédois commandés par Lennart Torstenson et les Impériaux dirigés par Matthias Gallas. Après la guerre, la ville est devastée. De 1657 à  1746, Jüterbog fait partie du duché de Saxe-Weissenfels appartenant à une lignée collatérale de la branche albertine des Wettin.
Par résolution du congrès de Vienne en 1815, Jüterbog passa au royaume de Prusse et fut rattachée à l'arrondissement de Jüterbog-Luckenwalde (district de Potsdam) au sein de la province de Brandebourg. En 1890, l'école de tir d'artillerie de campagne et d'artillerie à pied de l'Armée prussienne est transférée à la ville (« Jüterbog II »).

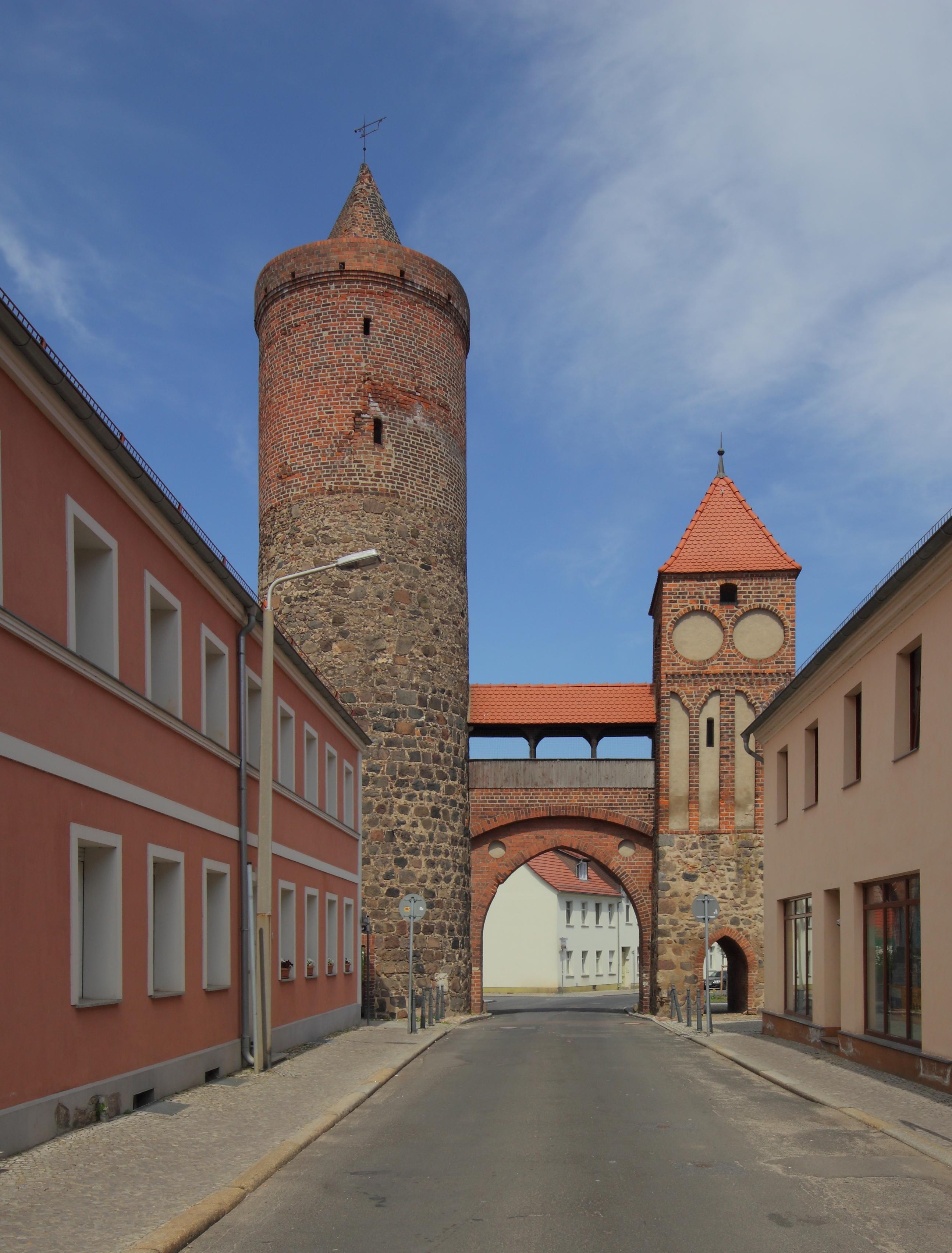
L'une des portes de la ville : Zinnaer Tor
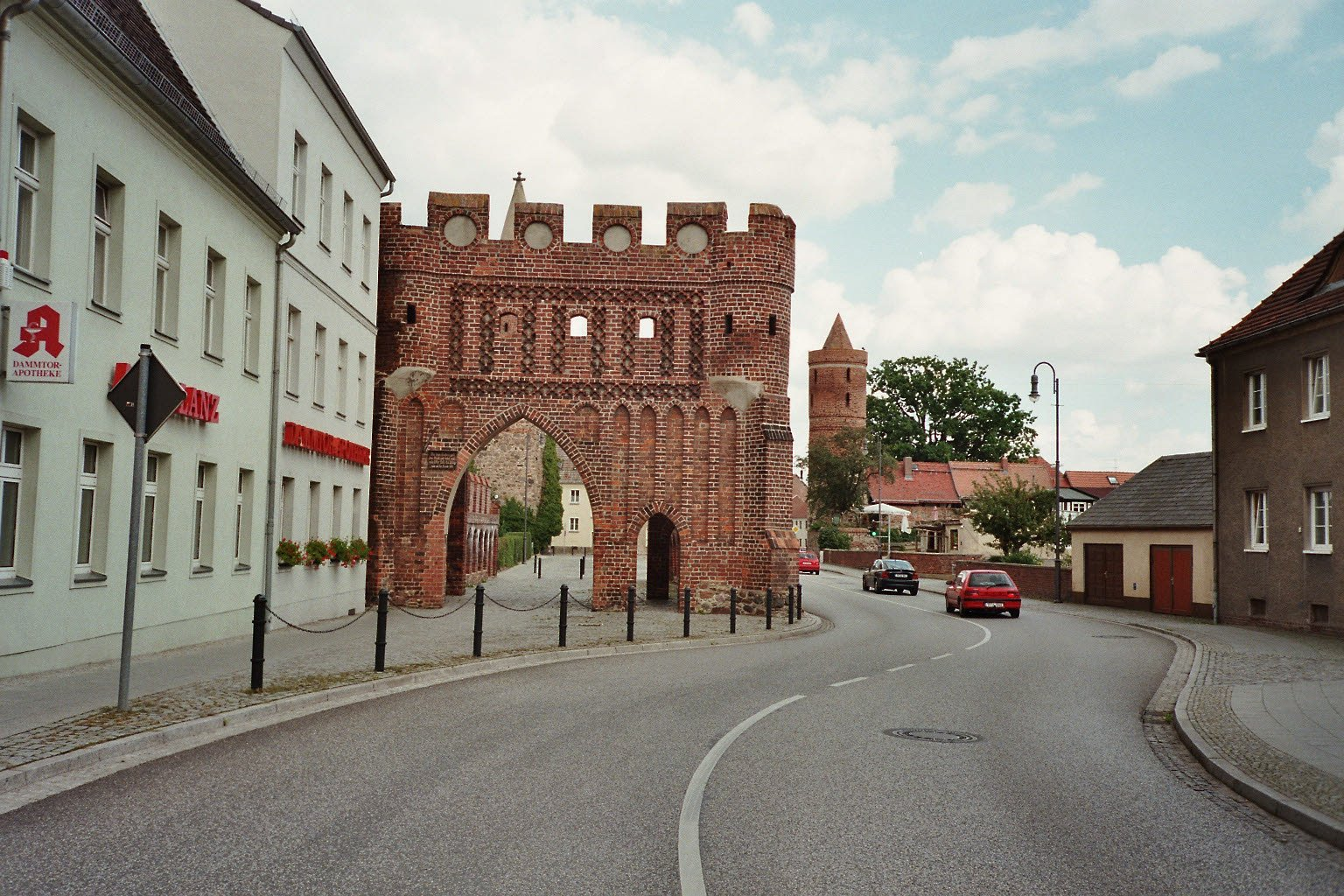
L'une des portes de la ville : Dammtor
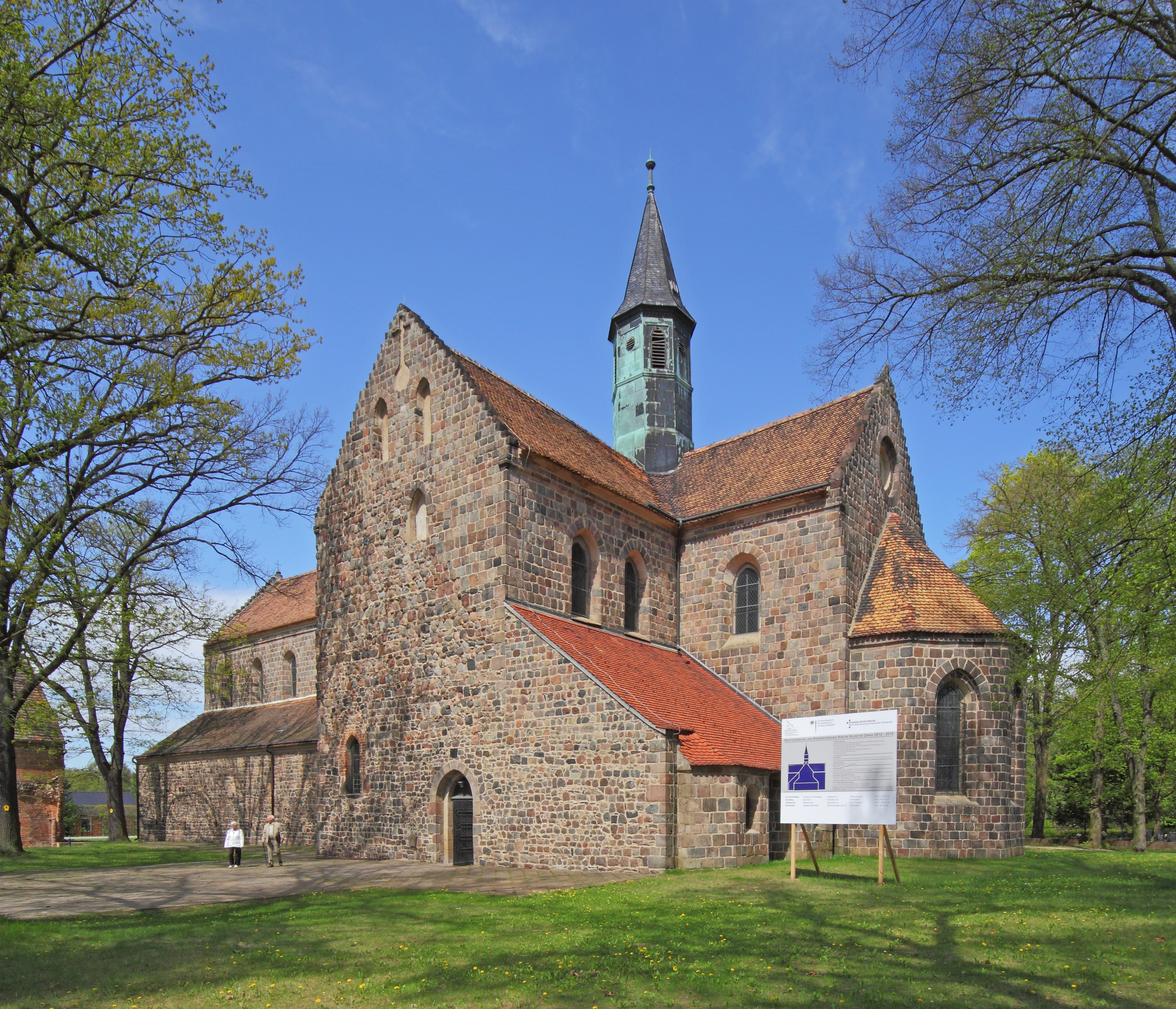
Le monastère de Zinna
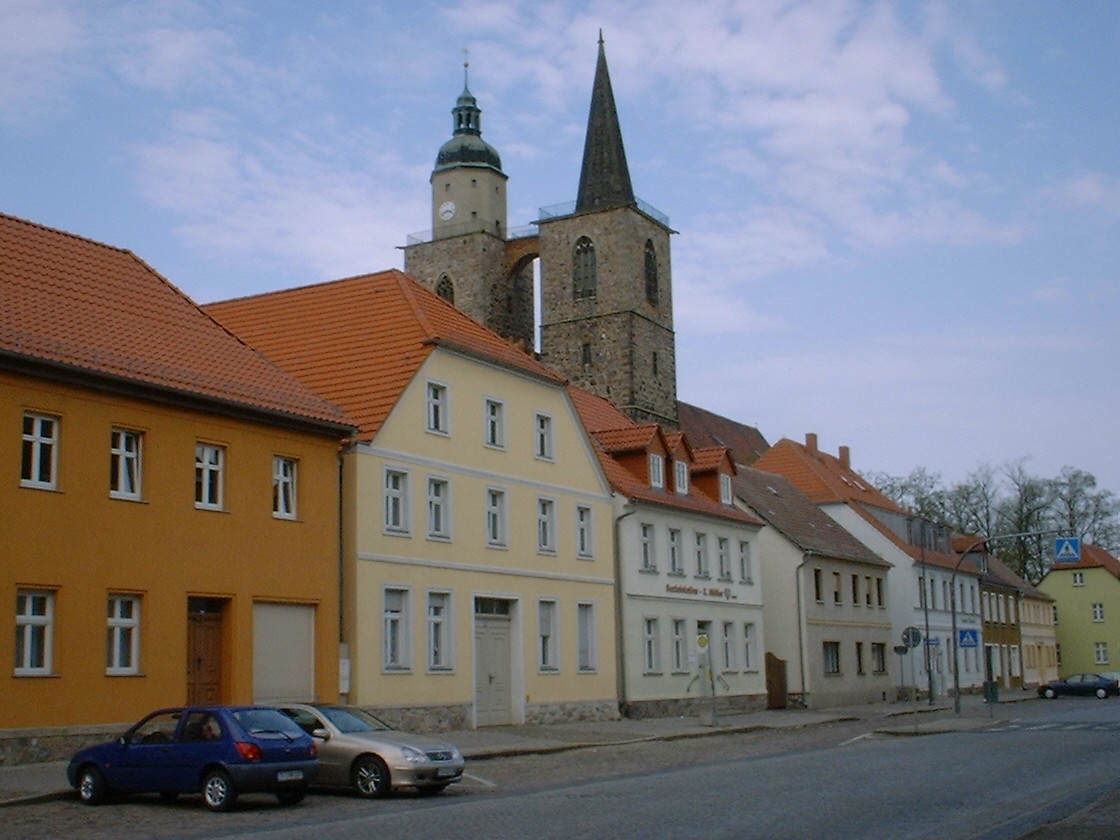
La Grand' Rue et l'église Saint-Nicolas

## Personnalités
- Jakob de Jüterbog, théologien du XVe siècle ;
- Tobias Eckhard (1662–1737), pédagogue, théologien luthérien et philologue ;
- Friedrich Gottlob Hayne (1763–1832), botaniste ;
- Johann Friedrich von Brandt (1802–1879), naturaliste ;
- Ida von Boxberg (1806–1893), archéologue ;
- Paul Frosch (1860–1928), bactériologue et virologue ;
- Max Kämper (1879–1916), ingénieur minier ;
- Wilhelm Kempff (1895-1991), pianiste ;
- Günther Gieraths (1898-1967), historien militaire ;
- Kurt-Gerhard Klietmann (1910–1990), phalériste ;
- Ulrich Wegener (1929–2017), officier de police ;
- Tim Kleindienst (né en 1995), footballeur.

## Jumelage
- Waldbröl (Allemagne) depuis 1990
- Aßlar (Allemagne) depuis 1991[1]